# Ryvon Covile
Pour les articles homonymes, voir Coville.
Ryvon Covile, né le 1er mars 1984 à Détroit, dans le Michigan, est un joueur américain de basket-ball. Il évolue au poste de pivot.

## Biographie
Coville fait sa carrière universitaire dans la Horizon League de la NCAA avec les Titans de Détroit de l'University of Detroit Mercy. Il n'est pas choisi lors de la draft 2007 de la NBA et part jouer en Europe.
Il remporte la coupe de France de basket-ball en 2010 avec Orléans.
Coville joue la saison 2012-2013 dans le championnat japonais (JBL), pour le club des Aisin Seahorses. Il y remporte le championnat et la coupe nationale. En août 2013, il signe un contrat avec Cholet Basket mais en raison d'une blessure au genou, le contrat est annulé,.